# Белая пытка
Белая пытка, часто называемая пыткой в белой комнате, является типом психологической пытки, техника которой направлена на полную сенсорную депривацию и изоляцию. Заключённый содержится в камере, которая лишает его всех чувств и идентичности. Она особенно широко используется в Иране; однако есть также доказательства её использования венесуэльскими и американскими спецслужбами.

## Методология
Визуально заключённый лишен всех цветов. Их камера полностью белая: стены, пол и потолок, а также одежда и еда. Неоновые трубки расположены над заключенным таким образом, чтобы не было никаких теней.
С точки зрения слуха камера звуконепроницаема и лишена любых звуков, голосов или социального взаимодействия. Охранники стоят молча, в мягкой обуви, чтобы не шуметь. Заключенные не слышат ничего, кроме себя
Что касается вкуса и запаха, заключенного кормят белой пищей — классически, не приправленным рисом — чтобы лишить его этих чувств. Кроме того, все поверхности гладкие, что лишает их изменчивости осязательных ощущений.
Заключенных часто держат в заключении месяцами или даже годами. Последствия белой пытки хорошо задокументированы в ряде свидетельств. Обычно заключенные становятся деперсонализированными, теряя свою идентичность в течение длительных периодов изоляции. Другие эффекты могут включать галлюцинации или психоз.